# Cesta duga godinu dana (1958.)
Cesta duga godinu dana, hrvatski dugometražni film iz 1958. godine.